# 1800

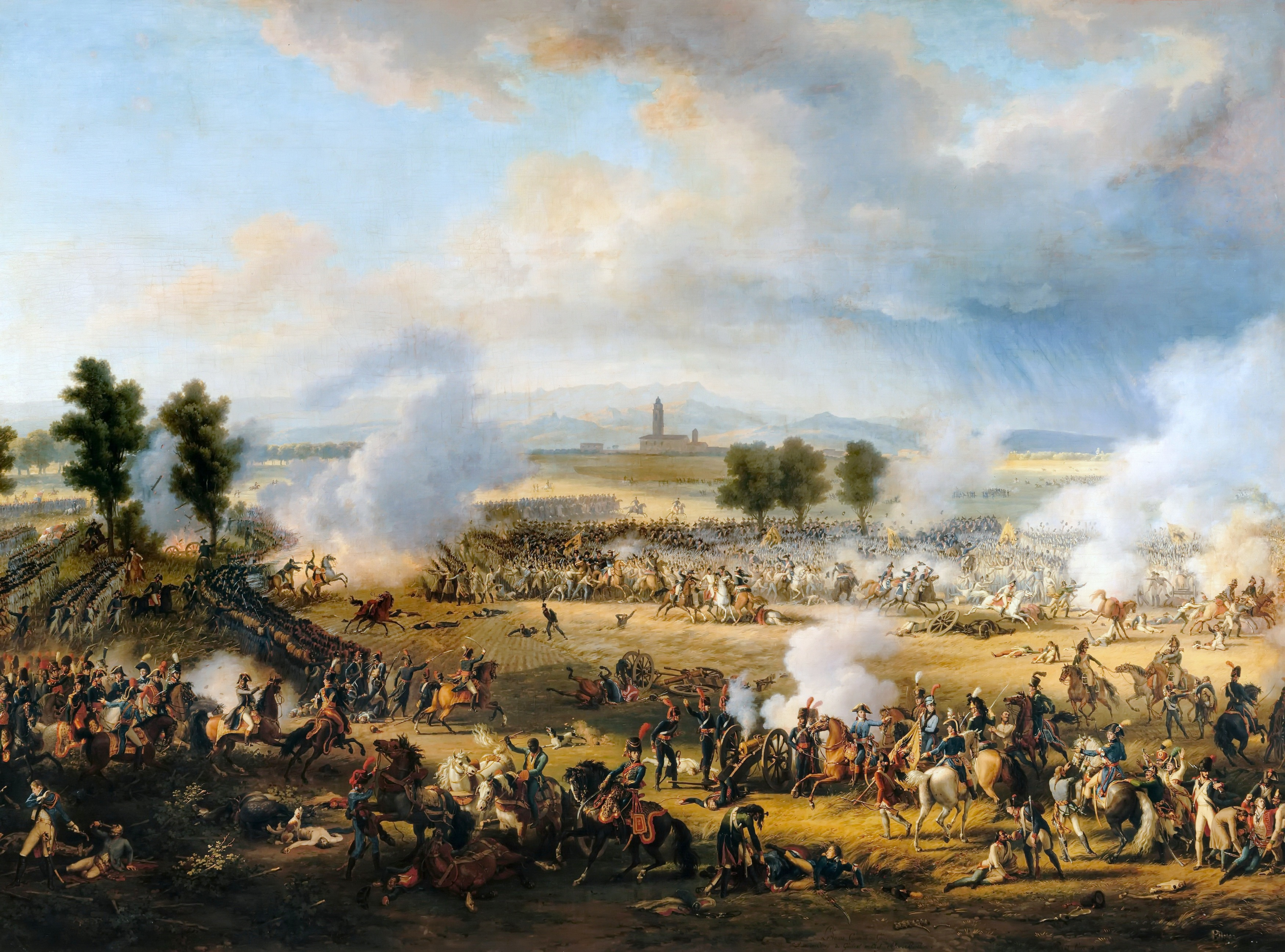
Slag bij Marengo

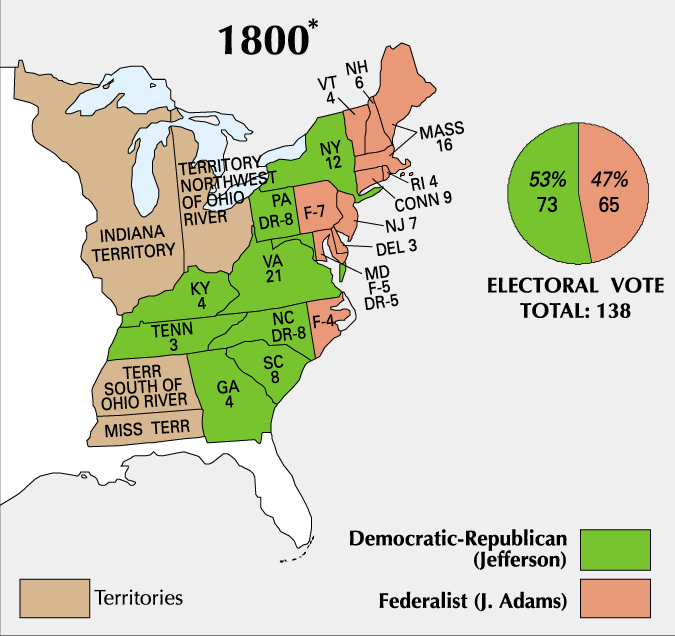
Amerikaanse presidentsverkiezingen (rood: John Adams, groen: Thomas Jefferson)

Het jaar 1800 is het 100e jaar in de 18e eeuw volgens de christelijke jaartelling.

## Gebeurtenissen
januari
- 8 - In de bossen bij de Franse rivier de Aveyron wordt een wolfskind gevonden dat de naam Victor krijgt.
- 17 - Een opstand in de Vendée tegen de Franse staat wordt neergeslagen.

maart
- 14 - Na een conclaaf van drieënhalve maand wordt Giorgio Barnaba Luigi Chiaramonti tot paus gekozen. Als protegé van de vroegere paus Pius VI kiest hij de naam Pius VII.
- 28 - Het Ierse parlement tekent de unificatieakte van 1800 waarin akkoord gegaan wordt met een vereniging met Groot-Brittannië. In 1801 zal deze wet ingaan.

mei
- 15 - Napoleon Bonaparte trekt over de Grote Sint-Bernhardpas.
- 30 - Opening van de Nationale Konst-Gallery in Huis ten Bosch, opgericht door de agent van financiën, Gogel.

juni
- 2 - De Fransen trekken Milaan binnen.
- 4 - De Franse generaal André Masséna moet Genua overgeven aan de Oostenrijkers.
- 14 - Napoleon Bonaparte behaalt een klinkende overwinning op de Oostenrijkers bij Marengo, maar zijn generaal Desaix sneuvelt
- 14 - De Franse opperbevelhebber in Egypte, Jean-Baptiste Kléber, wordt doodgestoken door een student uit Aleppo.

juli
- 26 - In Frankrijk wordt de week weer ingevoerd, met de zevende dag als rustdag. Alleen ambtenaren blijven werken volgens de decade, met elke tiende dag als rustdag.

augustus
- 15 - Paus Pius VII ondertekent het verdrag tussen Frankrijk en de Heilige Stoel. In de daarbij aansluitende encycliek "Ecclesia Christi" erkent de paus de Franse Republiek van Napoleon, die van haar kant het katholicisme uitroept tot "godsdienst van de meerderheid". De wens van het Vaticaan om het katholicisme tot staatsgodsdienst uit te roepen wordt niet ingewilligd. Het Concordaat voorziet in het herstel van de vrijheid van eredienst, een bezoldiging van de katholieke geestelijkheid door de Staat, in ruil voor de door de revolutionaire regering verkochte kerkelijke bezittingen. Het volledige episcopaat moet ontslag nemen. Deze drastische maatregel betekent een klap voor de Gallicaanse dromen en een overwinning voor de ultramontanen die pleiten voor een striktere controle van de paus over de bisschoppen.
- 30 - Gabriel Prosser, een zwarte slaaf uit Virginia, beraamt een opstand op de plantage, maar wordt gepakt en opgehangen.

september
- 5 - Malta, dat door de Fransen bezet was, valt in handen van de Britten.
- 30 - Philippe Lebon verkrijgt het patent op het maken van lichtgas uit steenkool.

oktober
- 1 - Spanje en Frankrijk tekenen in het geheim het verdrag van San Ildefonso, waarmee Spanje het koloniale territorium Louisiana teruggeeft aan de Fransen.
- 1 - Zo'n 550 Jamaicaanse marrons zetten  voet aan land in Freetown in Sierra Leone.

november
- 1 - Ingebruikname van het Amerikaanse Witte Huis.
- 4 - Presidentsverkiezingen in de Verenigde Staten tussen Thomas Jefferson en John Adams. Uiteindelijk zal het een vreemd gelijkspel worden tussen Jefferson en Aaron Burr dat na lang getouwtrek tot het eerste presidentschap van Jefferson zal leiden.
- 17 - De Verenigde Staten hebben hun nieuwe federale hoofdstad in gebruik genomen: Washington D.C., aan de oever van de rivier de Potomac.
- 21 - Madeleine-Sophie Barat sticht met drie vriendinnen de Sociëteit van het Heilig Hart.

december
- 3 - De Slag bij Hohenlinden: Moreau verslaat opnieuw de Oostenrijkers.
- 3 - Met de dood van Ferdinand Gothard Meinrad van Limburg-Styrum is de regerende dynastie in de rijksheerlijkheid Gemen uitgestorven. De nieuwe heer is een vrijheer van Boineburg-Bömelburg.
- 6 - Op 6 december krijgen kinderen voortaan beloning of straf. Deze dag is de sterfdag van Nicolaas van Myra, een grote kindervriend.
- 24 - Moordaanslag op Napoleon. Een bom ontploft naast zijn rijtuig als hij op weg is naar de opera.

## Muziek
- Ludwig van Beethoven componeert de Hoornsonate Opus 17, de Strijkkwartetten Opus 18, de Symfonie nr 1 Opus 21 en de Pioansonate nr 11 Opus 22
- Les deux journées van Luigi Cherubini
- De opera Le Calife de Bagdad van François-Adrien Boïeldieu
- Carl Maria von Weber componeert de opera Das Waldmädchen

## Beeldende kunst

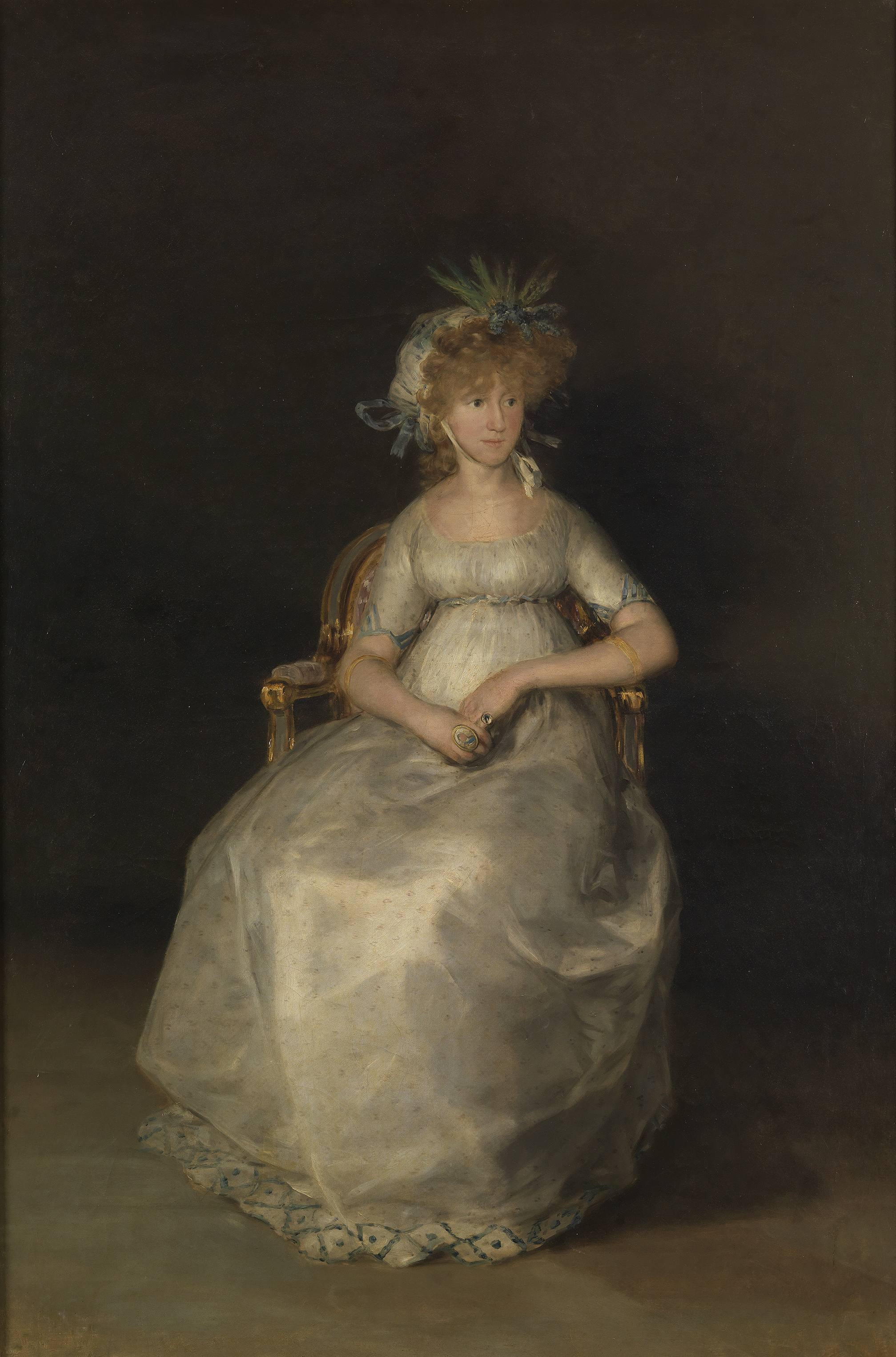
De gravin van Chinchón (1800) Francisco de Goya, Museo del Prado

## Bouwkunst

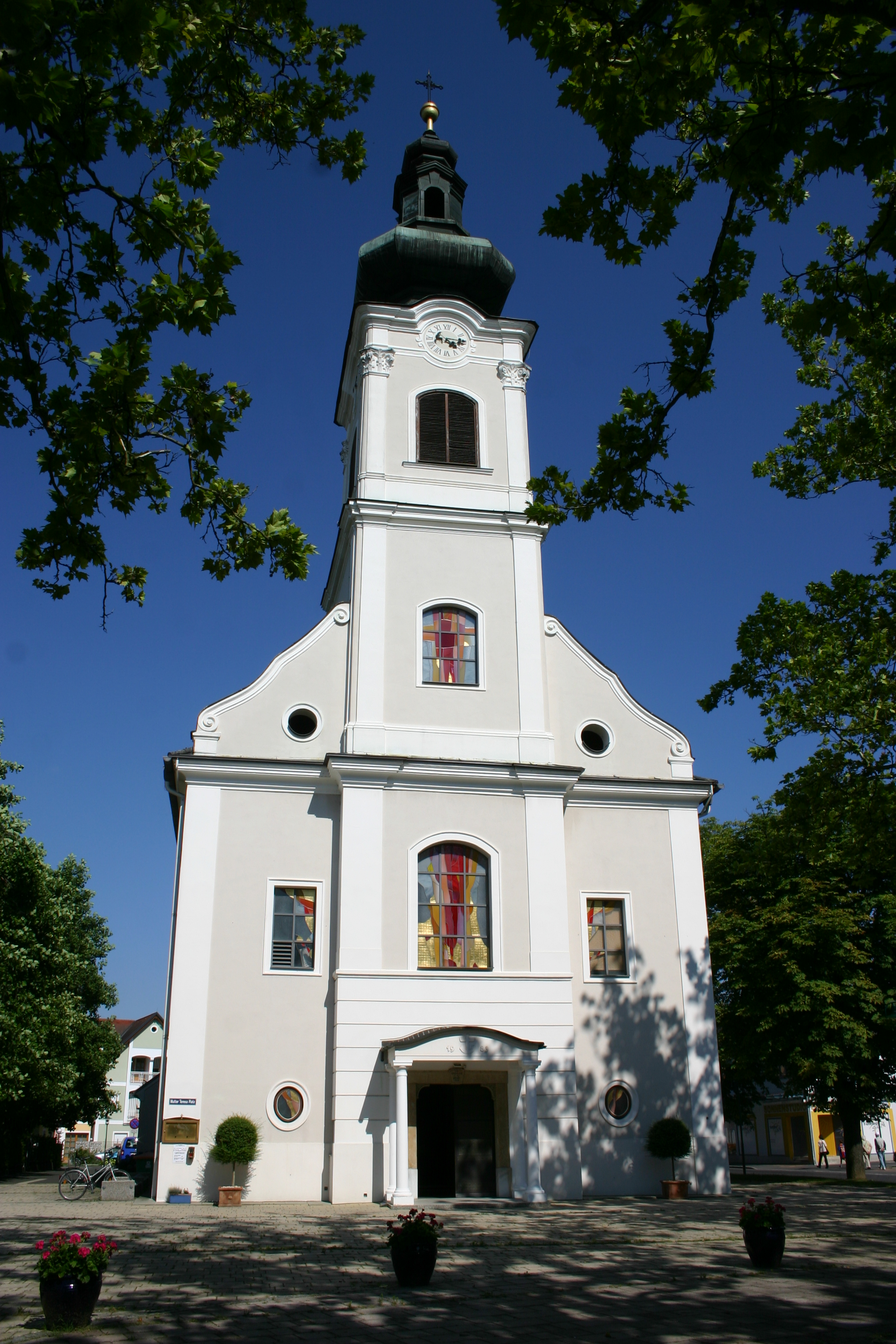
Pfarrkirche Jennersdorf, Oostenrijk

## Geboren
januari
- 7 - Millard Fillmore, dertiende president van de Verenigde Staten (overleden 1874)
- 11 - Ányos Jedlik, Hongaars benedictijn, natuurkundige en uitvinder (overleden 1895)
- 14 - Ludwig von Köchel, Oostenrijks musicoloog en Mozartkenner (overleden 1877)

februari
- 6 - Achille Devéria, Frans kunstschilder en lithograaf (overleden 1857)
- 9 - Joseph von Führich, Oostenrijks kunstschilder (overleden 1876)
- 11 - William Fox Talbot, Brits uitvinder (overleden 1877)
- 12 - John Edward Gray, Brits zoöloog (overleden 1875)

maart
- 1 - Paulina van Oranje-Nassau, prinses der Nederlanden, dochter van koning Willem I (overleden 1806)
- 10 - Thomas Webster, Engels kunstschilder (overleden 1886)
- 14 - James Bogardus, Amerikaans uitvinder en architect (overleden 1874)
- 16 - Keizer Ninko, 120e keizer van Japan (overleden 1846)
- 17 - Ewald Rudolf Stier, Duits theoloog en kerklieddichter (overleden 1862)
- 24 - Douwe de Hoop, Nederlands beeldend kunstenaar (overleden 1830)

april
- 15 - James Clark Ross, Brits marineofficier en ontdekkingsreiziger (overleden 1862)

juni
- 1 - Charles Fremantle, Brits marineofficier waarnaar de West-Australische havenstad Fremantle is vernoemd (overleden 1869)

juli
- 19 - Juan José Flores, Ecuadoraans politicus (overleden 1864)
- 22 - Jakob Lorber, Sloveens/Oostenrijks mysticus (overleden 1864)
- 24 - Henry Shaw, Amerikaans botanicus (overleden 1889)
- 31 - Friedrich Wöhler, Duits scheikundige (overleden 1882)

augustus
- 12 - Jean-Jacques Ampère, Frans historicus, filoloog en auteur (overleden 1864)
- 13 - Ippolito Rosellini, Italiaans egyptoloog (overleden 1843)

september
- 1 - Giuseppe Gabriel Balsamo-Crivelli, Italiaans natuurvorser en mycoloog (overleden 1874)
- 22 - George Bentham, Engels botanicus (overleden 1884)
- 29 - Frederick Bakewell, Engels natuurkundige en uitvinder (overleden 1869)

oktober
- 23 - Henri Milne-Edwards, Frans zoöloog (overleden 1885)
- 25 - Charles de Meester, Belgisch politicus en burgemeester (overleden 1855)
- 26 - Helmuth Karl Bernhard von Moltke, Duits generaal-veldmaarschalk, stafchef van het Pruisische leger (overleden 1891)

november
- 8 - Dominicus Franciscus du Bois, Zuid-Nederlands kunstschilder en tekenaar (overleden 1840)
- 29 - Gerardus Petrus Wilmer, bisschop van Haarlem (overleden 1877)

december
- 3 - France Prešeren, Sloveens dichter en jurist (overleden 1849)
- 25 - John Phillips, Engels geoloog (overleden 1874)
- 29 - Charles Goodyear, Amerikaans chemicus en rubberproducent (overleden 1860)

## Overleden
februari
- 6 - Petrus Bondam (72), Nederlands historicus en jurist
- 23 - Joseph Warton (77), Engels dichter en criticus

april
- 25 - William Cowper (68), Engels dichter

mei
- 7 - Niccolò Piccinni (72), Italiaans componist
- 18 - Aleksandr Soevorov (70), Russisch generaal

juni
- 27 - William Cruikshank (55), Schots chemicus, anatoom en schrijver

augustus
- 25 - Elizabeth Montagu (79), Engelse schrijfster

september
- 26 - William Billings (53), Amerikaans componist
- 27 - Hyacinthe Jadin (24), Frans componist en muziekpedagoog
- 29 - Michael Denis (71), Oostenrijks schrijver en lepidopterist

oktober
- 17 - Gabriel Prosser (24), Afrikaans slavenleider

november
- 5 - Jesse Ramsden (65), Engels instrumentmaker

datum onbekend
- Adam de Boer (79), Fries schaatser

## Ontdekkingen
- De eerste chemische batterij door Alessandro Volta.
- De infrarode straling door William Herschel.
- Waterzuivering door middel van Chloor, bedacht door de Schot William Cruikshank, is de eerste methode ooit om water ten behoeve van de openbare hygiëne chemisch te behandelen.
- IJzeren drukpers door de Engelsman Robert Walker.
- Henry Maudslay vindt de draaibank met schroefaandrijving uit.
- Lorenzo Hervás y Panduro publiceert Catálogo de las lenguas de las naciones conocidas, y numeración división y clase de éstas según la diversitad de sus idiomas y dialectos, een belangrijk werk voor het wetenschappelijk taalonderzoek.